# 113-та окрема бригада територіальної оборони (Україна)
113-та окрема бригада територіальної оборони (113 ОБрТрО, в/ч А7041) — військове з'єднання Сил територіальної оборони Збройних сил України у Харківській області. Бригада перебуває у складі Регіонального управління Сил ТрО «Схід».
Була створена у 2018 році як кадроване з'єднання. Після російського вторгнення 2022 року відмобілізована, підрозділи бригади вели бої у Харківській області.

## Історія
28 серпня — 6 вересня 2018 року відбулися навчальні збори з резервістами та військовозобов'язаними оперативного резерву другої черги. Керівництво територіальною обороною в Харківській області здійснював голова Харківської обласної державної адміністрації, а в районах області — голови районних державних адміністрацій. До навчальних зборів було залучено близько 2100 осіб, з яких понад 300 офіцерів запасу. Близько 30 відсотків особового складу захотіли підписати контракт з військом.
У липні 2019 року з резервістами та військовозобов'язаними підрозділів бригади пройшли планові заняття, до них залучили армійців, бойові частини та навчальні установи Харківського і Чугуївського гарнізонів.

### Російське вторгнення 2022 року
З початку повномасштабного вторгнення Росії бригада захищала Україну у складі ОУВ «Харків» та обороняла місто від російських сил вторгнення.
Навесні 2022 року ізюмський батальйон 10 днів тримав оборону нафтобази зі стратегічним запасом палива Харківщини.
У серпні 2022 року бригада, разом з 9 іншими бригадами територіальної оборони, відзначена бойовим прапором.
У вересні 2022 року брала участь у контрнаступі. Бійці бригади звільнили понад 60 населених пунктів, зокрема Василенкове та Артемівку. Після контрнаступу бійці виконували завдання на межі Харківської, Луганської та Донецької областей.
На жовтень 2023 року бригада виконувала завдання в межах ОУВ «Харків».

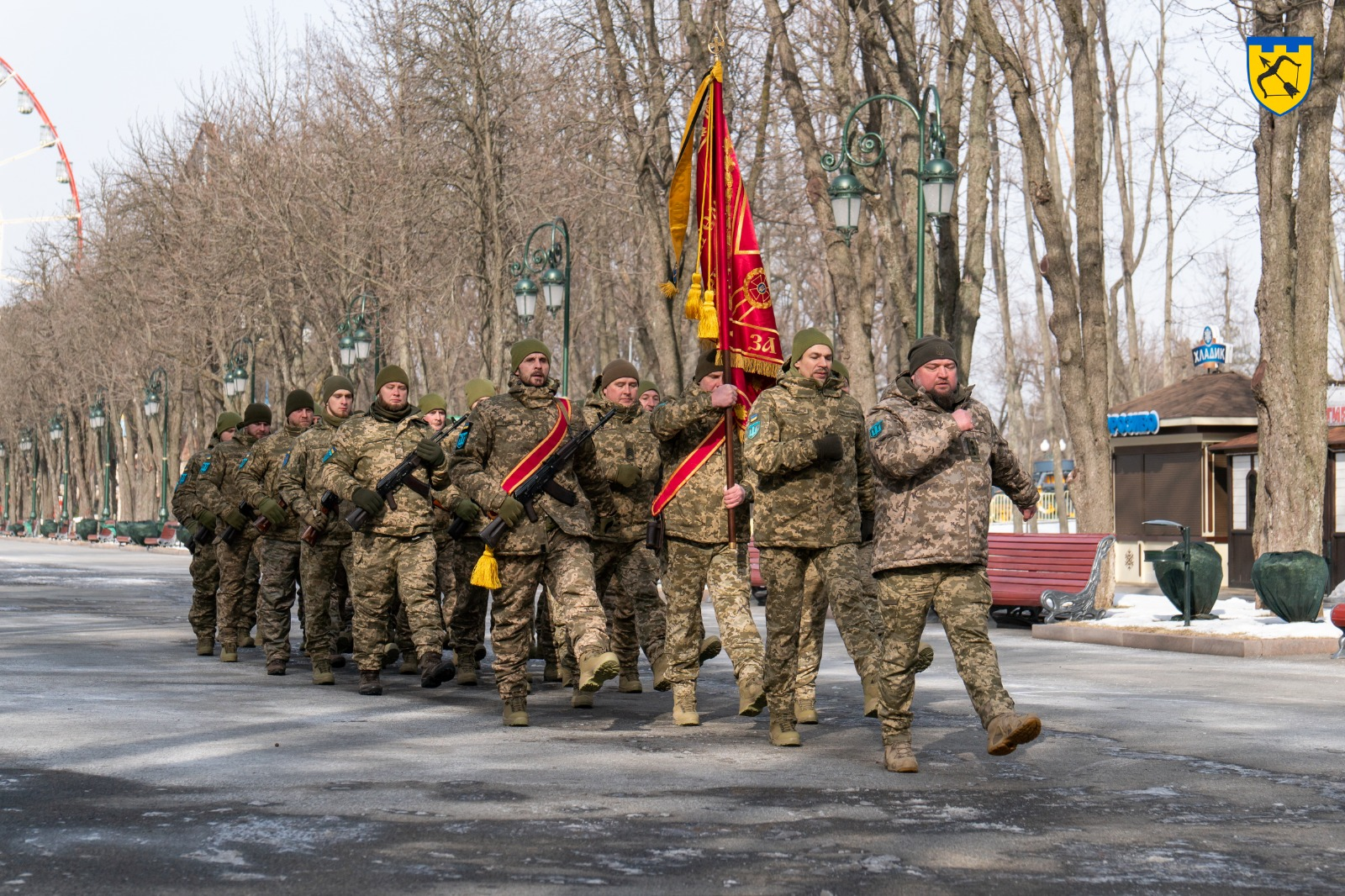
Вручення почесної стрічки до Бойового прапору. Лютий 2023.

## Структура
- управління (штаб)
- 5-й батальйон[9]
- 120-й окремий батальйон територіальної оборони(Дергачі)[10]
- 121-й окремий батальйон територіальної оборони (Зміїв)[11]
- 122-й окремий батальйон територіальної оборони (Ізюм)
- 123-й окремий батальйон територіальної оборони (Куп'янськ)
- 124-й окремий батальйон територіальної оборони (Лозова)
- 125-й окремий батальйон територіальної оборони (Чугуїв)[12]
- 209-й окремий батальйон територіальної оборони (Богодухів)
- рота контрдиверсійної боротьби
- інженерно-саперна рота
- рота зв'язку
- рота матеріально-технічного забезпечення
- мінометна батарея
- медичний пункт

## Командування
- (2018—2020) підполковник Ігор Кіфоренко[13]
- (2020—2021) підполковник Андрій Бородін[14][15]
- (з 2021) полковник Євген Задорожний[16][17]

## Втрати

### 2023
- 3 травня 2023 — Бондаренко Роман. Загинув під час виконання бойового завдання поблизу села Григорівка Донецької області.[18]
- 12 травня 2023 — Комісаренко Богдан Сергійович, солдат.[19]

### 2024
6 жовтня 2024 - Левандовський Михайло. 09.11.1978 , водій-санітар. Загинув в наслідок ворожого удару удару FPV-дроном поблизу н.п. Золота Нива , Донецька область
- 4 січня 2024 — Маснов Віталій. 25 березня 1967, гранатометник роти вогневої підтримки. Помер в лікарні [20][21]
- 18 липня 2024 — Шолков Аркадій Петрович. 24.07.1981, Луганська область. Помер від отриманих травм.[22]
- 25 серпня 2024 — Бармас Євгеній, головний сержант. Загинув поблизу села Журавлівка (РФ) від удару FPV-дрона.[23]
- 26 вересня 2024 — Кудрін Максим, командир інженерно-саперної роти. Загинув біля селища Дворічної на Куп'янщині.[24]
- 18 жовтня 2024 — Лавренков Іван, командир стрілецького відділення. Загинув поблизу Новоукраїнки Донецької області.[25]
- 30 жовтня 2024 - Сейтумер Абдураманов (36 років), водій кулеметного відділення. Загинув поблизу Новоукраїнки Донецької області[26].